# Німеччина на зимових Олімпійських іграх 2010
Німеччина на зимових Олімпійських іграх 2010 була представлена 151 спортсменом у 15 видах спорту.

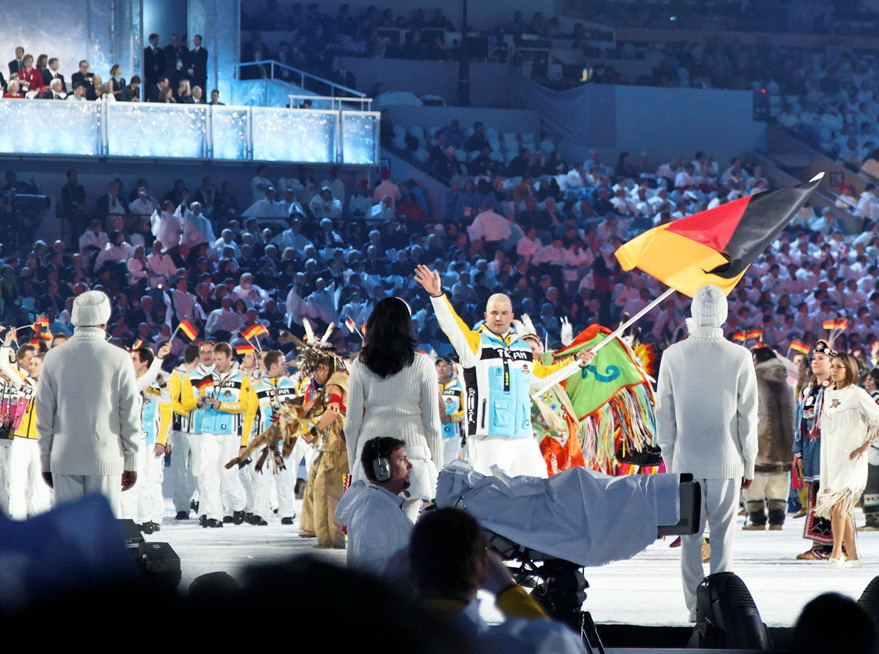
Збірна Німеччини під час Параду націй на церемонії відкриття Олімпіади

## Медалісти
Золото
| Золото |                                                                               |                                          |
| №      | Спортсмени                                                                    | Вид спорту (дисципліна)                  |
| 1      | Фелікс Лох                                                                    | Санний спорт                             |
| 2      | Магдалена Нойнер                                                              | Біатлон (переслідування)                 |
| 3      | Татьяна Гюфнер                                                                | Санний спорт                             |
| 4      | Марія Ріш                                                                     | Гірськолижний спорт                      |
| 5      | Магдалена Нойнер                                                              | Біатлон (масс-старт)                     |
| 6      | Андре Ланге та Кевін Куске                                                    | Бобслей (двійки)                         |
| 7      | Еві Захенбахер-Штеле та Клаудія Нюстад                                        | Лижні перегони (командний спринт)        |
| 8      | Вікторія Ребенсбург                                                           | Гірськолижний спорт (гігантський слалом) |
| 9      | Марія Ріш                                                                     | Гірськолижний спорт (слалом)             |
| 10     | Даніела Аншутц-Томс, Штефані Бекерт, Анні Фрізінгер-Постма, Катрін Маттшеродт | Ковзанярський спорт                      |

Срібло
| Срібло |                                                                     |                                   |
| №      | Спортсмени                                                          | Вид спорту (дисципліна)           |
| 1      | Магдалена Нойнер                                                    | Біатлон (спринт)                  |
| 2      | Штефані Бекерт                                                      | Ковзанярський спорт (3000 метрів) |
| 3      | Давид Меллер                                                        | Санний спорт                      |
| 4      | Єнні Вольф                                                          | Ковзанярський спорт (500 метрів)  |
| 5      | Керстін Шимковяк                                                    | Скелетон                          |
| 6      | Тобіас Ангерер                                                      | Лижні перегони                    |
| 7      | Ріхард Адьєй та Томас Флоршюц                                       | Бобслей (двійки)                  |
| 8      | Міхаель Ноймаєр, Андреас Ванк, Мартін Шмітт, Міхаель Урман          | Стрибки з трампліна               |
| 9      | Тім Чарнке та Аксель Тайхман                                        | Лижні перегони                    |
| 10     | Штефані Бекерт                                                      | Ковзанярський спорт               |
| 11     | Катрін Целлер, Еві Захенбахер-Штеле, Міріам Гесснер, Клаудія Нюстад | Лижні перегони                    |
| 12     | Андре Ланге, Александер Редігер, Кевін Куске та Мартін Путце        | Бобслей                           |
| 13     | Аксель Тайхман                                                      | Лижні перегони                    |

Бронза
| Бронза |                                                                 |                         |
| №      | Спортсмени                                                      | Вид спорту (дисципліна) |
| 1      | Олена Савченко та Робін Шолкови                                 | Фігурне катання         |
| 2      | Наталі Гайзенбергер                                             | Санний спорт            |
| 3      | Патрік Ляйтнер та Александр Реш                                 | Санний спорт            |
| 4      | Аня Хубер                                                       | Скелетон                |
| 5      | Сімона Хаусвальд                                                | Біатлон                 |
| 6      | Сімона Хаусвальд, Каті Вільгельм, Мартіна Бек, Андреа Генкель   | Біатлон                 |
| 7      | Йоганнес Рідзек, Тіно Едельманн, Ерік Френцель, Б'єрн Кірхайзен | Лижне двоборство        |